# Sirri Island Airport
Sirri Island Airport är en flygplats i Iran. Den ligger i den södra delen av landet, 1 100 km söder om huvudstaden Teheran. Sirri Island Airport ligger 13 meter över havet. Den ligger på ön Jazīreh-ye Sīrrī.
Terrängen runt Sirri Island Airport är mycket platt.  Det finns inga samhällen i närheten. 